# 阿秒
阿秒（英語：attosecond），符號 ass，是一種時間的國際單位，為 10-18 秒，或 1/1000 飛秒。比例上，一阿秒之於一秒，如同一秒之於 317.1 億年，約為宇宙年齡的兩倍。

## 詞源
阿秒的英語為 attosecond，由表示「10-18」的前綴 atto〈阿托〉和表示「秒」的 second 組合而成。atto 來源自丹麥語的 atten，意思是「十八」。

## 時間間距
- 1阿秒：光飛越3粒氫原子的時間。
- 24阿秒：時間的原子單位。
- 200阿秒：鈹-8的半衰期。
- 0.00000000000000000001阿秒：普朗克時間

## 腳註
1. . 《科學發展》. 行政院國家科學委員會.   [2012-11-17]. （原始内容存档于2005-05-27）.
2. . 樂詞網. 國家教育研究院.   [2023-10-05] （中文（臺灣））.
3. ↑  . Memidex/WordNet Dictionary/Thesaurus.   [2011-04-14]. （原始内容存档于2019-04-07） （英语）.
4. ↑  Electron Motion Filmed, 28 Feb. 2008（英文）
5. ↑  Exploring "Attosecond" Time. Visualising an Attosecond... How short is an attosecond?（英文）
6. ↑  （页面存档备份，存于） atto- [A toh] (Danish or Norwegian: eighteen; a decimal prefix used in the international metric system for measurements). Wordinfo.info (2007-04-05). Retrieved on 2011-01-23.（英文）